# Battaglia di Faughart
La battaglia di Faughart (detta anche battaglia di Dundalk) fu un episodio delle guerre d'indipendenza scozzesi che venne combattuto il 14 ottobre 1318, tra le forze scoto-irlandesi e quelle inglesi della signoria d'Irlanda, nei pressi di Faughart, in Irlanda. Comandante delle forze iberno-normanne era John de Bermingham (poi creato primo conte di Louth) e Edmund Butler, conte di Carrick, e l'esercito scoto-irlandese comandato dal principe Edward Bruce, conte di Carrick, fratello di re Roberto I di Scozia. La sconfitta e la morte di Bruce in battaglia posero fine a ogni tentativo da parte dei re scozzesi di aspirare alla corona irlandese.

## Un regno gaelico unito
Per quanto la vittoria di re Roberto I su Edoardo II d'Inghilterra nella battaglia di Bannockburn avesse effettivamente assicurato l'indipendenza al Regno di Scozia, questa non portò la pace tra Scozia e Inghilterra. Anche i ripetuti raids degli scozzesi nelle contee inglesi a settentrione ebbero ben poco effetto, ma non fecero altro che peggiorare la situazione politica e diplomatica tra i due paesi. Per risolvere questo stallo, dunque, i re di Scozia necessitavano un diversivo.
Sin dai tempi di Enrico II, i re inglesi reclamavano il titolo di signori d'Irlanda. Diversi coloni inglesi avevano preso la via dell'Irlanda, stabilendosi in gran parte ad est, a nord e a sud di Dublino. Ma i re gaelico-irlandesi e i signori locali disponevano di una notevole autonomia che erano desiderosi di mantenere e pertanto il controllo inglese sul territorio ebbe natura fluttuante. Con l'apertura della guerra con la Scozia, Edoardo II fece pesanti richieste agli irlandesi, sia in termini di uomini sia di materiali, spingendo l'isola alla rovina economica.
Re Roberto I di Scozia, che da lungo tempo manteneva rapporti politici e contatti personali con gli aristocratici dell'Ulster, decise di sfruttare lo scontento irlandese per propri fini contro il nemico comune. Inviò degli ambasciatori dai re irlandesi nativi e dei chierici con lettere che invocavano legami ancestrali comuni tra i due popoli, offrendosi di impegnarsi contro gli inglesi per ridare libertà all'isola. Il re scozzese ricevette risposta da Domnall Ó Neill, re di Tír Eoghain, il quale chiese aiuto contro gli inglesi ed offrì in cambio di sottomettersi al re di Scozia nella persona di suo fratello, Edward Bruce, conte di Carrick. I fratelli Bruce si crede fossero imparentati in qualche modo con il clan Ó Néill per linea materna. Edward sbarcò con un corpo di spedizione a Larne presso il castello di Carrickfergus, con l'intento di congiurare all'insegna dell'"internazionalismo gaelico".

## L'alto re
Bruce venne raggiunto in Irlanda da diversi capi locali ed ottenne alcuni primi successi contro l'aristocrazia anglo-irlandese. Vinse un primo scontro presso Jonesborough e saccheggiò la vicina Dundalk il 29 giugno. Bruce fu in grado di gestire le dispute tra i due principali oppositori, Richard de Burgh, conte dell'Ulster e Edmund Butler, conte di Carrick ed il giustiziere d'Irlanda. De Burgh, suocero di re Roberto, venne battuto nella battaglia di Connor nella contea di Antrim il 10 settembre, e Butler nella battaglia di Skerries del febbraio del 1316. Edward era quindi abbastanza sicuro a quel punto da procedere verso Dundalk, dove venne incoronato Alto Re d'Irlanda sulla collina di Maledon il 2 maggio 1316.
Con la primavera del 1316, sembrava che nulla avrebbe potuto fermare gli scozzesi, ma in Irlanda come nel resto dell'Europa, il tempo atmosferico iniziò a peggiorare con temperature glaciali. Gli storici fanno riferimento alla "Grande carestia del 1315-1317". Le colture nei campi finirono bruciate dal freddo e la popolazione iniziò a patire la fame. La campagna militare di Bruce iniziò a risentire di queste mancanze e non mancarono i saccheggi a spese dei contadini già disperati. In queste circostanze il ruolo di re dei Celti che Bruce si era ripromesso di rivestire, ovviamente non riuscì ad avere il successo sperato e anzi, irlandesi e scozzesi insieme erano ora alla stregua di coloni in una terra abbandonata. De facto il Gran Re aveva quindi il controllo solo della parte settentrionale dell'Irlanda dove pure vi erano i maggiori problemi sui rifornimenti. L'opportunità di continuare la campagna dovette attendersi sino al 1318 quando le condizioni atmosferiche e i raccolti peggiorarono.

## Faughart
Secondo lo scrittore scozzese John Barbour, Edward Bruce fu il vero architetto della sua stessa sconfitta, decidendo id impegnarsi in una campagna militare contro preponderanti forze nemiche (20 000 uomini circa) senza aspettare ulteriori rinforzi dalla madrepatria, visione supportata dagli Annali di Clonmacnoise, dove si dice che il principe era "ansioso di ottenere la vittoria per sé, [al punto da] non aspettare rinforzi da suo fratello". Prese posizione presso Faughart, non lontano da Dundalk, il 14 ottobre. Quando i suoi alleati irlandesi obbiettarono al fatto che i nemici erano molto più numerosi di loro, Bruce rispose ponendo le loro forze nella retroguardia vicino alla collina e lasciando 2000 soldati scozzesi a scontrarsi col nemico.
Al contrario di quanto sostenuto da Barbour, la Lanercost Chronicle, la principale fonte storica di matrice inglese sull'argomento, riporta come Bruce si fosse approcciato a Dundalk "con un grande esercito di scozzesi che già era giunto in Irlanda". Sembra che tre comandanti inglesi—John de Bermingham, Edmund, lord Carrick e Roland Joyce, arcivescovo di Armagh—vennero attaccati personalmente. La cronaca da inoltre una versione più chiara dei fatti che seguirono ai preparativi allo scontro:
Gli scozzesi erano disposti in tre colonne a una distanza tale l'una dall'altra di modo che la prima potesse intervenire dopo la seconda, e la seconda dopo la terza, con Edward in marcia [...]. La terza colonna, per questo, venne distrutta dopo le due precedenti. Edward cadde insieme a loro e venne decapitato dopo la sua morte; il suo corpo venne diviso in quattro quarti, ciascuno inviato ai quattro principali capi dell'Irlanda
Non si hanno dati precisi sul numero dei morti, anche se si ha testimonianza della morte di 30 cavalieri scozzesi e di almeno ottanta fanti. Tra i morti venne incluso il Mac Ruaidhrí ("re degli Ebridi") ed il Mac Domhnaill ("re di Argyll"). Questo suggerirebbe che gran parte delle forze irlandesi morirono nello scontro. La sconfitta venne seguita dal collasso di tutte le posizioni scozzesi nell'Ulster: Carrickfergus venne ripresa dagli inglesi il 2 dicembre. John de Bermingham ricevette il merito della vittoria finale e venne creato per questo conte di Louth con la riconoscenza del re d'Inghilterra.
Anche se infine si rivelò un fallimento, l'avventura scozzese in Irlanda servì come proposito per re Roberto I per ribadire agli inglesi che non sarebbero mai stati in grado di stabilire una base in Scozia.